# Dương Lợi Vĩ
Dương Lợi Vĩ (giản thể: 杨利伟, phồn thể: 楊利偉, sinh 1956) là một nhà du hành vũ trụ của Cộng hoà Dân chủ Nhân dân Trung Hoa. Ông đã là người đầu tiên được đưa vào vũ trụ bởi Chương trình Không gian Trung Quốc và chuyến đi của ông trên tàu Thần Châu 5 biến Trung Quốc trở thành quốc gia thứ 3 trên thế giới đưa người vào vũ trụ một cách độc lập. 

## Lý lịch trích ngang
Dương Lợi Vĩ sinh ngày 21 tháng 6 năm 1965 tại huyện Tuy Trung thuộc thành phố Hồ Lô Đảo ở tỉnh Liêu Ninh, một vùng công nghiệp ở Đông Bắc Trung Quốc. Mẹ của Dương Lợi Vĩ là một cô giáo, bố là một nhân viên kế toán ở một công ty nông nghiệp quốc doanh. Vợ của Vĩ cũng là một sĩ quan của Quân Giải phóng Nhân dân Trung Quốc và họ có với nhau một con trai. Vĩ có điểm các môn học trung bình nhưng ông lại xuất sắc về các môn khoa học. Ông thích bơi lội và trượt pa tanh và giỏi các môn ngoài trời.
Dương Lợi Vĩ đã gia nhập Quân đội Giải phóng Nhân dân Trung Quốc lúc 18 tuổi và lên đến hàm đại tá (sau khi trở về từ không gian). Dương Lợi Vĩ vào học Cao đẳng Hàng không số 8 của Không quân Trung Quốc năm 1987 và lấy bằng cử nhân. Ông đã đạt được 1350 giờ bay như một phi công chiến đấu trước khi được đào tạo huấn luyện bay vào không gian.
Ông là người Trung Quốc đầu tiên bay vào không gian khi ông 38 tuổi, và ông đã ở trên không gian khoảng 21 tiếng. Đặt dấu mốc quan trọng giúp Trung Quốc trở thành nước thứ 3 trên thế giới có thể tổ chức độc lập các chuyến bay có người lái vào không gian.
Ông được thăng quân hàm Thiếu tướng ngày 22 tháng 8 năm 2008.